# خط لوله گاز عرب
خط لولهٔ گاز عرب (انگلیسی: Arab Gas Pipeline) خط لولهٔ انتقال گاز طبیعی به طول ۱٬۲۰۰ کیلومتر است، که گاز تولید شده مصر را به کشورهای اردن، سوریه، لبنان و ترکیه ارسال کرده و در اسرائیل پایان می‌یابد. ظرفیت انتقال گاز طبیعی این خط لوله روزانه معادل ۳۰ میلیون متر مکعب می‌باشد.

## تاریخچه
خط لوله از زمان افتتاح خود به‌صورت متناوب مورد استفاده قرار گرفته است. صادرات گاز مصر در سال ۲۰۱۱ به‌طور چشمگیری کاهش یافت – ابتدا به دلیل خرابکاری (که عمدتاً خط لوله تغذیه‌کننده در صحرای سینا را هدف قرار داد)، و سپس به دلیل کمبود گاز طبیعی در مصر که این کشور را وادار کرد تا اواسط دهه ۲۰۱۰ صادرات گاز را متوقف کند. بخش‌هایی از این خط لوله در اردن به فعالیت ادامه دادند تا انتقال داخلی گاز را تسهیل کنند. این خط لوله بین سال‌های ۲۰۱۵ تا ۲۰۱۸ معکوس شد تا گاز از اردن به مصر منتقل شود (که با گاز طبیعی مایع وارداتی از طریق پایانه دریافت گاز طبیعی مایه (ال ان جی-LNG) در عقبه اردن تغذیه می‌شد). بهبود تولید گاز در مصر باعث شد از سال ۲۰۱۸ گاز دوباره از طریق این پیوند به اردن جریان یابد. در سال ۲۰۲۰، این خط لوله همچنین توزیع گاز از اسرائیل در داخل اردن را آغاز کرد، در حالی که شاخه زیرآبی به اسرائیل نیز معکوس شد تا گاز از اسرائیل به مصر منتقل شود.

## توصیف
بخش اصلی خط لوله که از مصر و اردن عبور می‌کند، دارای قطری معادل ۳۶ اینچ (۹۱۰ میلی‌متر) است و ایستگاه‌های تقویت فشار تقریباً در هر ۲۰۰ کیلومتر مستقر شده‌اند – که امکان تخلیه حداکثری سالانه ۱۰.۳ میلیارد متر مکعب (BCM) گاز را فراهم می‌کنند. ظرفیت این خط لوله می‌تواند با افزایش تقریباً دو برابری تعداد ایستگاه‌های تقویت فشار (به‌طوری‌که در هر ۱۰۰ کیلومتر یک ایستگاه باشد) تا ۵۰٪ افزایش یابد.

### بخش العریش-عقبه
بخش اول خط لوله از العریش در مصر تا عقبه در اردن امتداد دارد و شامل سه بخش است. بخش اول یک قطعه زمینی به طول ۲۵۰ کیلومتر (۱۶۰ مایل) است که العریش را به طابا در کنار دریای سرخ متصل می‌کند. این بخش همچنین شامل یک ایستگاه تقویت فشار در العریش و یک ایستگاه اندازه‌گیری در طابا است. بخش دوم، یک قطعه زیردریایی به طول ۱۵ کیلومتر (۹.۳ مایل) است که طابا را به عقبه متصل می‌کند. بخش سوم نیز، که شامل یک ایستگاه اندازه‌گیری است، یک اتصال زمینی به طول ۱ کیلومتر (۰.۶۲ مایل) به نیروگاه حرارتی عقبه می‌باشد.
بخش ۲۲۰ میلیون دلاری خط لوله العریش–عقبه در ژوئیه ۲۰۰۳ تکمیل شد. قطر این خط لوله ۳۶ اینچ (۹۱۰ میلی‌متر) است و ظرفیت آن ۱۰.۳ میلیارد متر مکعب (۳۶۰ میلیارد فوت مکعب) گاز طبیعی در سال می‌باشد. کنسرسیوم مصری که این بخش را توسعه داد شامل شرکت‌های ای‌گاس (EGAS)، ان‌پی‌پی‌آی (ENPPI)، پتروجت (PETROGET) و شرکت گاز طبیعی مصر (GASCO) بود.

### بخش عقبه-ارحاب
بخش دوم خط لوله در اردن از عقبه تا امان و سپس تا ارحاب (۲۴ کیلومتر یا ۱۵ مایل با مرز سوریه فاصله دارد) امتداد یافت. طول این بخش ۳۹۰ کیلومتر (۲۴۰ مایل) است و هزینه‌ای معادل ۳۰۰ میلیون دلار داشت. این بخش در سال ۲۰۰۵ به بهره‌برداری رسید.

### اتصال اسرائیل-اردن
تا سال ۲۰۱۸، یک خط لوله به طول ۶۵ کیلومتر و با قطر ۳۶ اینچ (۹۱۰ میلی‌متر) در حال ساخت بود که از رود اردن در نزدیکی کیبوتص "نِوه اور" در مرز اسرائیل و اردن آغاز می‌شود و به خط لوله گاز عربی در نزدیکی شهر مفرق در شمال اردن متصل می‌گردد. در داخل اسرائیل، این خط لوله به طول ۲۳ کیلومتر از مرز اردن تا نزدیکی کیبوتص دورت در دره یزرعیل امتداد می‌یابد، جایی که به شبکه داخلی توزیع گاز طبیعی اسرائیل متصل می‌شود. انتظار می‌رفت این خط لوله تا اواسط سال ۲۰۱۹ تکمیل شود و از سال ۲۰۲۰، سالانه ۳ میلیارد متر مکعب (BCM) گاز طبیعی به اردن تأمین کند.
یک خط لوله گاز به قطر ۱۲ اینچ (۳۰۰ میلی‌متر) نیز از اسرائیل، کارخانه‌های پتاس عربی اردن واقع در نزدیکی دریای مرده را تغذیه می‌کند. با این حال، این خط لوله در فاصله زیادی از خط لوله گاز عربی قرار دارد و به آن متصل نیست.

### بخش ارحاب-حمص
بخش سوم خط لوله دارای طول کلی ۳۱۹ کیلومتر (۱۹۸ مایل) است و از اردن به سوریه امتداد دارد. یک بخش به طول ۹۰ کیلومتر (۵۶ مایل) از مرز اردن–سوریه تا نیروگاه دیر علی کشیده شده است. از آنجا، خط لوله از طریق دمشق به ایستگاه تقویت فشار گاز الریان در نزدیکی شهر حمص ادامه می‌یابد. این بخش شامل چهار ایستگاه ارسال/دریافت، ۱۲ ایستگاه شیرکنترلی، و یک ایستگاه اندازه‌گیری مالی با ظرفیتی معادل ۱.۱ میلیارد متر مکعب (۳۹ میلیارد فوت مکعب) است و نیروگاه‌های تشرین و دیر علی را تغذیه می‌کند.  این بخش در فوریه ۲۰۰۸ تکمیل شد و توسط شرکت نفت سوریه (Syrian Petroleum Company) و شرکت استروی‌ ترانس‌گاز (Stroytransgaz)، یکی از زیرمجموعه‌های گازپروم روسیه، ساخته شده است.

### بخش حمص-طرابلس
اتصال حمص–طرابلس از ایستگاه تقویت فشار الریان در سوریه شروع می‌شود و به بانیاس در سوریه می‌رسد، سپس از طریق یک مسیر ۳۲ کیلومتری (۲۰ مایلی) به طرابلس لبنان امتداد می‌یابد. توافق‌نامه آغاز تأمین گاز در تاریخ ۲ سپتامبر ۲۰۰۹ امضا شد و آزمایش اولیه خط لوله در ۸ سپتامبر ۲۰۰۹ آغاز گردید. تأمین گاز به‌صورت منظم از ۱۹ اکتبر ۲۰۰۹ شروع شد و گاز به نیروگاه دیر عمار تحویل داده می‌شود.
پیشنهادی مطرح شده است برای گسترش شاخه‌ای از خط لوله از بندر بانیاس در سوریه به سمت قبرس. 

### اتصال سوریه-ترکیه
در سال ۲۰۰۶، کشورهای مصر، سوریه، اردن، ترکیه، لبنان و رومانی به توافقی برای احداث ادامه خط لوله گاز عربی از طریق سوریه تا مرز ترکیه دست یافتند. بر اساس این توافق، قرار بود خط لوله از مرز ترکیه به خط لوله پیشنهادی نابوکو متصل شود تا گاز طبیعی به اروپا منتقل گردد. ترکیه پیش‌بینی کرده بود که سالانه تا ۴ میلیارد متر مکعب (۱۴۰ میلیارد فوت مکعب) گاز طبیعی از خط لوله گاز عربی خریداری کند. در سال ۲۰۰۸، ترکیه و سوریه توافقنامه‌ای برای ساخت خط لوله‌ای به طول ۶۳ کیلومتر (۳۹ مایل) میان شهر حلب و کیلیس (در خاک ترکیه) به عنوان نخستین بخش از اتصال سوریه–ترکیه امضا کردند. شرکت روسی Stroytransgaz قراردادی به ارزش ۷۱ میلیون دلار برای ساخت این بخش منعقد کرد. با این حال، این قرارداد در ابتدای سال ۲۰۰۹ لغو شد و مجدداً به مناقصه گذاشته شد. این پروژه در نهایت به شرکت پیمانکاری اهل جمهوری چک به نام PLYNOSTAV Pardubice Holding واگذار شد و این شرکت پروژه را در ماه مه ۲۰۱۱ به پایان رساند. از شهر کیلیس، یک خط لوله به طول ۱۵ کیلومتر و با قطر ۱۲ اینچ (۳۰۰ میلی‌متر) شبکه گاز ترکیه را به خط لوله گاز عربی متصل می‌کند، که این امکان را فراهم می‌سازد تا حتی پیش از تکمیل بخش حمص–حلب، شبکه گاز ترکیه از طریق شبکه سوریه تأمین شود.

### اتصال به عراق
در سپتامبر ۲۰۰۴، کشورهای مصر، اردن، سوریه و لبنان توافق کردند که خط لوله گاز عربی به شبکه گاز عراق متصل شود تا عراق بتواند گاز طبیعی خود را به اروپا صادر کند.

## خط لوله العریش-اشکلون
خط لوله العریش–اشکلون یک خط لوله گاز زیردریایی به طول ۹۰ کیلومتر (۵۶ مایل) و با قطر ۲۶ اینچ (۶۶۰ میلی‌متر) است که خط لوله گاز عربی را به اسرائیل متصل می‌کند. ظرفیت فیزیکی این خط لوله سالانه ۷ میلیارد متر مکعب (۲۵۰ میلیارد فوت مکعب) گاز است، اما با ارتقاءهای فنی، ظرفیت آن می‌تواند تا ۹ میلیارد متر مکعب (۳۲۰ میلیارد فوت مکعب) در سال افزایش یابد. اگرچه این خط لوله به‌طور رسمی بخشی از پروژه خط لوله گاز عربی محسوب نمی‌شود، اما از همان خط لوله در مصر منشعب می‌گردد. این خط لوله توسط شرکت East Mediterranean Gas Company (EMG) ساخته و اداره می‌شود. این شرکت مشترک شامل ترکیب مالکان است:
- Mediterranean Gas Pipeline Ltd – ۲۸٪
- Merhav (شرکت اسرائیلی) – ۲۵٪
- PTT – ۲۵٪
- EMI-EGI LP – ۱۲٪
- شرکت عمومی نفت مصر (EGPC) – ۱۰٪ [۱۵]

خط لوله در فوریه ۲۰۰۸ با هزینه‌ای بین ۱۸۰ تا ۵۵۰ میلیون دلار (که رقم دقیق آن محل اختلاف است) به بهره‌برداری رسید. با این حال، فعالیت این خط به دلیل خرابکاری‌های مکرر در خط لوله تغذیه‌کننده در صحرای سینا و کمبود گاز داخلی در مصر متوقف شد. در نتیجه این تحولات، با وجود آن‌که هدف اولیه خط لوله، انتقال گاز از مصر به اسرائیل بود، کمبود گاز در مصر باعث شد تا استفاده معکوس از خط لوله مطرح شود. این روند از سال ۲۰۱۹ آغاز شد و خط لوله اکنون برای انتقال گاز از اسرائیل به مصر مورد استفاده قرار می‌گیرد.

### توافق اولیه تأمین گاز
در ابتدا، مصر و اسرائیل توافق کردند که سالانه ۱.۷ میلیارد متر مکعب (۶۰ میلیارد فوت مکعب) گاز طبیعی از طریق خط لوله به شرکت برق اسرائیل (Israel Electric Corporation) تحویل داده شود. این میزان بعدها افزایش یافت و به ۲.۱ میلیارد متر مکعب (۷۴ میلیارد فوت مکعب) در سال رسید و قرار شد تا سال ۲۰۲۸ ادامه یابد. علاوه بر این، تا پایان سال ۲۰۰۹، شرکت EMG قراردادهایی برای عرضه ۲ میلیارد متر مکعب دیگر (۷۱ میلیارد فوت مکعب) گاز طبیعی در سال به تولیدکنندگان خصوصی برق و صنایع مختلف در اسرائیل امضا کرد و مذاکرات با خریداران بالقوه دیگر نیز در جریان بود. در سال ۲۰۱۰، این خط لوله حدود نیمی از گاز طبیعی مصرفی اسرائیل را تأمین می‌کرد؛ نیمی دیگر از منابع داخلی تأمین می‌شد. با ظرفیت انتقال ۷ میلیارد متر مکعب در سال، اسرائیل به یکی از مهم‌ترین بازارهای صادرات گاز مصر تبدیل شده بود.
در سال ۲۰۱۰، برخی فعالان مصری از دولت خواستند بر اساس قرارداد مبهم و قیمت بسیار پایین گاز نسبت به نرخ جهانی، جریان گاز به اسرائیل را متوقف کند. با این حال، این درخواست توسط رژیم حسنی مبارک به دلایل نامشخص رد شد. پس از انقلاب ۲۰۱۱ علیه رژیم حسنی مبارک، بسیاری از مردم مصر خواستار لغو پروژه گاز با اسرائیل شدند، زیرا معتقد بودند که قیمت قرارداد بسیار پایین است و به نفع اسرائیل می‌باشد. در پی پنجمین بمب‌گذاری در خط لوله، جریان گاز متوقف شد تا عملیات تعمیر صورت گیرد. این حملات که عمدتاً در صحرای سینا رخ می‌داد، روند صادرات گاز به اسرائیل را با اختلالات جدی مواجه کرد و در نهایت موجب پایان یافتن این فاز از پروژه شد. 

### لغو توافق در سال ۲۰۱۲
پس از برکناری حسنی مبارک از قدرت و تیره شدن روابط میان مصر و اسرائیل، توافق موجود میان دو کشور درباره صادرات گاز دچار آشفتگی شد. در این دوره، اختلاف‌نظرهایی بر سر دلایل لغو قرارداد به‌وجود آمد. بر اساس اظهارات محمد شعیب، رئیس شرکت دولتی EGAS مصر، این تصمیم ماهیتی اقتصادی داشت و انگیزه سیاسی نداشت. او گفت:"تصمیم ما اقتصادی بود و نه سیاسی؛ ما قرارداد گاز با اسرائیل را لغو کردیم زیرا آن‌ها در ماه‌های اخیر در پرداخت‌ها تأخیر داشته‌اند." در سوی دیگر، بنیامین نتانیاهو، نخست‌وزیر وقت اسرائیل نیز اظهار داشت که به نظر او لغو قرارداد ناشی از تحولات سیاسی نبوده است. اما شائول موفاز، وزیر دفاع و سیاستمدار ارشد اسرائیلی، نظر دیگری داشت. او گفت:"این لغو، نقطه‌ای پایین در روابط دو کشور است و نقض آشکار معاهده صلح محسوب می‌شود." در نهایت، کمبود شدید گاز طبیعی در داخل مصر باعث شد که دولت این کشور اکثر قراردادهای صادرات گاز با کشورهای دیگر از جمله اسرائیل را لغو کند تا بتواند نیازهای داخلی را تأمین نماید. این تصمیم نشانه‌ای از بحران انرژی فزاینده در مصر و چرخش سیاست انرژی این کشور از صادرات به تأمین تقاضای داخلی بود.

### دعوی قضایی و حل قانونی
نهادهای دولتی مصر که مسئول تأمین خط لوله بودند تلاش کردند تا با اعلام فورس ماژور قرارداد گاز با شرکت EMG و شرکت برق اسرائیل (Israel Electric Corporation) را لغو کنند، در حالی که طرف مقابل معتقد بود این لغو، نقض یک‌جانبه قرارداد است. این موضوع به دادگاه داوری بین‌المللی اتاق بازرگانی بین‌المللی در ژنو ارجاع شد. پس از چهار سال رسیدگی، هیئت داوری به ضرر مصر حکم داد و مصر را موظف کرد که حدود ۲ میلیارد دلار جریمه و خسارت به EMG و IEC به دلیل لغو یک‌جانبه قرارداد پرداخت کند. مصر سپس به این حکم در دادگاه‌های سوئیس اعتراض کرد، اما دادگاه‌های سوئیس نیز در سال ۲۰۱۷ به ضرر مصر رای دادند. نهایتاً در سال ۲۰۱۹ توافقی برای پرداخت جریمه حاصل شد که بر اساس آن مصر طی مدت ۸.۵ سال مبلغ ۵۰۰ میلیون دلار به IEC پرداخت خواهد کرد به عنوان جبران توقف عرضه گاز. این توافق راه را برای آغاز صادرات گاز از اسرائیل به مصر هموار کرد.

### توافق جریان معکوس
از زمان انقلاب مصر، این کشور با کمبود قابل‌توجه گاز طبیعی در داخل مواجه بوده است که موجب اختلال و زیان‌های مالی برای کسب‌وکارهای مختلف مصری که به آن وابسته هستند شده، و همچنین باعث کاهش صادرات گاز طبیعی از مصر از طریق خط لوله گاز عربی (حتی در دوره‌هایی که این خط عملیاتی بوده) و همچنین از طریق پایانه‌های صادرات گاز طبیعی مایع (LNG) واقع در مصر شده است. این وضعیت امکان استفاده از خط لوله العریش–اشکلون برای ارسال گاز طبیعی به صورت جریان معکوس را مطرح کرد.
در مارس ۲۰۱۵، کنسرسیوم بهره‌بردار میدان گازی تامار در اسرائیل اعلام کرد که به توافقی (مشروط به تأییدهای نظارتی در هر دو کشور) دست یافته است برای فروش حداقل ۵ میلیارد متر مکعب (۱۸۰ میلیارد فوت مکعب) گاز طبیعی طی سه سال از طریق خط لوله به شرکت Dolphinus Holdings – شرکتی که نماینده مصرف‌کنندگان صنعتی و تجاری غیردولتی در مصر است. در نوامبر ۲۰۱۵ نیز، توافق اولیه‌ای برای صادرات تا سقف ۴ میلیارد متر مکعب در سال (۱۴۰ میلیارد فوت مکعب در سال) گاز طبیعی از میدان گازی لویاتان در اسرائیل به Dolphinus از طریق همین خط لوله اعلام شد. هزینه بازسازی خط لوله و تبدیل آن برای عملیات جریان معکوس حدوداً ۳۰ میلیون دلار آمریکا برآورد شده است.
در سپتامبر ۲۰۱۸ اعلام شد که کنسرسیوم بهره‌بردار میدان‌های گازی تامار و لویاتان در اسرائیل به همراه یک شریک مصری تصمیم دارند مبلغ ۵۱۸ میلیون دلار آمریکا سرمایه‌گذاری کنند تا ۳۹ درصد از سهام شرکت EMG (East Mediterranean Gas Company) را خریداری کنند؛ این اقدام در راستای آمادگی برای آغاز صادرات گاز از اسرائیل به مصر از طریق خط لوله العریش–اشکلون انجام شد. انتظار می‌رفت که جریان‌های آزمایشی گاز از اسرائیل به مصر از طریق این خط لوله در تابستان ۲۰۱۹ آغاز شود. در صورت موفقیت این آزمایش‌ها، مقادیر کمی از گاز به صورت غیرپیوسته (interruptible) صادر خواهد شد تا زمانی که میدان لویاتان در اواخر ۲۰۱۹ به بهره‌برداری کامل برسد؛ پس از آن، مقادیر قابل‌توجه‌تری از گاز می‌تواند به مصر منتقل شود.

## توقف و ازسرگیری خدمات
خطوط لوله گاز طبیعی مصر که گاز را به اسرائیل و اردن منتقل می‌کردند، پس از حداقل ۲۶ حمله شورشی از زمان آغاز قیام در اوایل سال ۲۰۱۱ تا اکتبر ۲۰۱۴ از کار افتادند. این حملات عمدتاً بر خط لوله شرکت GASCO در شمال صحرای سینا به سمت العریش صورت گرفته‌اند که خط لوله گاز عربی و خط لوله به اسرائیل را تغذیه می‌کند. این حملات توسط بادیه‌نشین‌هایی انجام شده که نسبت به بی‌توجهی اقتصادی و تبعیض از سوی دولت مرکزی قاهره اعتراض داشته‌اند. تا بهار ۲۰۱۳، خط لوله به عملیات پیوسته بازگشت، با این حال، به دلیل کمبود مداوم گاز طبیعی در مصر، تأمین گاز به اسرائیل به‌طور نامحدود متوقف شد، در حالی که تأمین گاز به اردن از سر گرفته شد، اما با نرخی بسیار پایین‌تر از مقدار مندرج در قرارداد. از آن زمان تاکنون، این خط لوله چندین بار دیگر نیز هدف حملات شبه‌نظامیان قرار گرفته است.
در اواسط دهه ۲۰۱۰، این خط لوله به دلیل کمبود داخلی گاز در مصر، گاز مصری صادر نمی‌کرد، چرا که مصر مجبور شد صادرات گاز به همه کشورها را متوقف کند. صادرات در سال ۲۰۱۸ از سر گرفته شد، زیرا تأمین گاز در مصر افزایش یافت (که عمدتاً به‌ دلیل بهره‌برداری از میدان گازی ظهر بود). در سال ۲۰۲۰، این خط لوله توزیع گاز منشأ گرفته از اسرائیل به اردن را از طریق اتصال خط لوله اسرائیل–اردن در شمال اردن آغاز کرد. با معکوس شدن جریان خط لوله العریش–اشکلون در سینا و اتصال شمال اردن، اکنون امکان‌پذیر است که گاز طبیعی از اسرائیل در دو نقطه جداگانه وارد این خط لوله شود، که این امر می‌تواند مقاومت آن را در برابر اختلالات در تأمین افزایش دهد. از سال ۲۰۲۲، مصر و اسرائیل همچنین در حال مذاکره درباره امکان ساخت یک خط لوله زمینی به طول ۷۰ کیلومتر هستند که از شبکه گاز موجود اسرائیل در نئوت حوواف در جنوب بیرشبع به گذرگاه مرزی نیتسانا و از آنجا به بخش العریش–عقبه در سینا متصل شود.

### جدول زمانی
در تاریخ ۵ فوریه ۲۰۱۱، در جریان اعتراضات مصر در سال ۲۰۱۱، انفجاری در نزدیکی ایستگاه کمپرسور گاز طبیعی العریش که خط لوله‌های گاز به اسرائیل و اردن را تأمین می‌کند، گزارش شد. در نتیجه، تأمین گاز به اسرائیل و اردن متوقف گردید.
در تاریخ ۲۷ آوریل ۲۰۱۱، انفجاری در نزدیکی روستای السبیل در منطقه العریش در خط لوله رخ داد که تأمین گاز طبیعی به اسرائیل و اردن را متوقف کرد. طبق اعلام وزارت نفت و منابع معدنی، خرابکاران ناشناس اتاق کنترل خط لوله را منفجر کردند.
در تاریخ ۴ ژوئیه ۲۰۱۱، انفجاری در نزدیکی نگه در شبه‌جزیره سینا رخ داد که تأمین گاز طبیعی به اسرائیل و اردن را متوقف کرد. یک مقام رسمی اعلام کرد که افراد مسلح با مسلسل، نگهبانان ایستگاه را مجبور کردند تا محل را ترک کنند و سپس یک بمب منفجره در آنجا کار گذاشتند.
انفجاری که در شب‌های ۲۶ تا ۲۷ سپتامبر ۲۰۱۱ رخ داد، خسارات گسترده‌ای به خط لوله در فاصله ۵۰ کیلومتری (۳۱ مایلی) از مرز مصر با اسرائیل وارد کرد. از آنجا که خط لوله از انفجار قبلی در ژوئیه گاز به اسرائیل تامین نمی‌کرد، این حادثه بر تأمین گاز طبیعی اسرائیل تأثیری نداشت. به گفته مقامات مصری، اسلام‌گرایان بادیه‌نشین محلی پشت این حمله بودند.
در تاریخ ۱۴ اکتبر ۲۰۱۴، انفجاری برای بیست و ششمین بار در نزدیکی منطقه القریه، در جنوب شرق شهر العریش، به خط لوله حمله کرد.
در تاریخ ۳۱ مه ۲۰۱۵، خط لوله برای بیست و نهمین بار هدف حمله مهاجمان ناشناس قرار گرفت.
این خط لوله بار دیگر در تاریخ ۷ ژانویه ۲۰۱۶ توسط مهاجمان ناشناس هدف قرار گرفت و گروه ولایت سینا مسئولیت آن را بر عهده گرفت.
بین سال‌های ۲۰۱۳ تا ۲۰۱۸، بخش عقبه–الرحاب تنها بخش از خط لوله گاز عربی خارج از مصر بود که در حال بهره‌برداری بود. این بخش عمدتاً گاز را به صورت داخلی در داخل اردن منتقل می‌کرد، بیشتر از طریق یک ترمینال دریافت ال‌ان‌جی در عقبه که پس از توقف واردات گاز از مصر ساخته شده بود.
از سال ۲۰۱۵، مصر نیز گهگاه از ترمینال ال‌ان‌جی عقبه برای واردات گاز استفاده می‌کرد که گاز وارد شده به صورت معکوس از طریق بخش العریش–عقبه به مصر منتقل می‌شد.
در سال ۲۰۱۸، مصر صادرات گاز از طریق خط لوله را از سر گرفت.
در سال ۲۰۲۰، صادرات گاز از اسرائیل به اردن از طریق اتصال خط لوله اسرائیل–اردن در شمال اردن آغاز شد. همچنین توافقی حاصل شد تا امکان جریان گاز از اسرائیل به مصر از طریق خط لوله گاز عربی فراهم شود که از طریق اتصال اسرائیل–اردن و عبور از اردن و سینا تغذیه می‌شود.
صادرات گاز از اسرائیل به مصر از طریق خط لوله العریش–اشکلون نیز در سال ۲۰۲۰ آغاز شد.
در تاریخ ۲۴ اوت ۲۰۲۰، حمله‌ای به بخشی از خط لوله در شمال دمشق موجب قطعی گسترده برق در سوریه شد.
در تاریخ ۸ سپتامبر ۲۰۲۱ اعلام شد که مصر موافقت کرده است در بحران اقتصادی و انرژی جاری لبنان با تلاش برای از سرگیری صادرات گاز به لبنان از طریق بخشی از خط لوله که به طرابلس می‌رسد، کمک کند. با این حال، این بخش از اوایل دهه ۲۰۱۰ عملیاتی نبوده و ممکن است نیاز به تعمیرات اساسی داشته باشد.
در تاریخ ۱۳ مارس ۲۰۲۴ قطر، اردن و سوریه توافق‌نامه‌ای درباره گاز امضا کردند. این توافق شامل استفاده از یک شناور بازیابی گاز مایع در عقبه برای دریافت و تبدیل گاز مایع شده است تا سپس از طریق خط لوله گاز عربی به سوریه پمپاژ شود. این اقدام با هدف افزایش تولید برق تا ۴۰۰ مگاوات در روز در مرحله اولیه است و برنامه‌هایی برای افزایش تدریجی ظرفیت تولید در ایستگاه دیرعلی نیز وجود دارد.